# Efeito na saúde
Os efeitos na saúde (ou impactos na saúde) são alterações na saúde resultantes da exposição a uma fonte. Os efeitos na saúde são de consideração importante em muitas áreas, tais como higiene, estudos sobre poluição, saúde no trabalho, nutrição e ciências da saúde em geral. Algumas das principais fontes ambientais dos efeitos na saúde são poluição do ar, poluição da água, contaminação do solo, poluição sonora e excesso de iluminação.